# Dave Ruosch
David «Dave» Ruosch (* 28. April 1963 in Zürich) ist ein Schweizer Blues- und Jazzmusiker (Piano, Komposition).

## Leben und Wirken
Ruosch erhielt klassischen Klavierunterricht. Zunächst geprägt vom Chicago Blues, spielte er als Jugendlicher bei Eric Lee Schlagzeug und war in der Schweizer Rock’n’Roll-Szene aktiv. Von 1984 bis 1988 studierte er klassisches Klavier am Konservatorium Zürich. Von 1986 bis 2003 gehörte er zu Terry & the Hot Sox. In dieser Zeit setzte er sich intensiv mit dem Blues-, Stride- und Boogie-Piano auseinander. Ende der 1980er Jahre erschienen unter seinem Pseudonym Charly Davis eigene Ragtime-Stücke im Musikverlag Hug & Co.
Ruosch leitet sein eigenes Trio (mit dem Bassisten Dani Gugolz und dem Drummer Peter Müller), mit dem er fünf Alben bei Styx veröffentlichte. Auch tritt er mit dem Swing-Quartett Benny’s from Heaven und in diversen Duo-Formationen auf. Mit seiner Band begleitete er die Sängerinnen Lisa Berg, Christina Jaccard und Elva Bai. Weiterhin arbeitete er mit Red Holloway, Wanda Jackson, Hazy Osterwald, Bill Ramsey, Buddha Scheidegger und Earle Warren. Er ist auch auf Aufnahmen von Eddie J. Wolf & His Rhythm Pack, Martin Albrecht Quartet, Tommie Harris/R&B Caravan und The Blue Flagships zu hören.
Zudem lehrt Ruosch als Dozent an der Zürcher Hochschule der Künste und unterrichtet an der Musikschule Konservatorium Zürich.

## Preise und Auszeichnungen
Als Teil von Norbert Schneiders R&B Caravan gewann Ruosch 2009 den Vienna Blues Award. 2012 erhielt er mit Christina Jaccard den Swiss Jazz Award.

## Diskographische Hinweise
- Dave Ruosch Trio feat. Alex Schultz (Styx 2019)
- Dave Ruosch Trio & Friends: Live at Prima Vista (Styx 2017)
- Christina Jaccard, Dave Ruosch & Band: Homage to Martin Luther King (Farewell Music Switzerland 2016)
- Dave Ruosch Trio: Live (Styx 2006)
- Finger Buster (Strideomania 2003)
- David Ruosch, Martin Meyer: Handful of Swing (Analogue Audio Association 1997)